# Saiyuki – Requiem
Saiyuki – Requiem (jap. 劇場版 幻想魔伝 最遊記 Requiem, Gekijōban Gensōmaden Saiyūki: Requiem) ist ein Anime-Film von Hayato Date aus dem Jahr 2001, der auf dem Manga Saiyuki basiert. Das Werk lässt sich den Genres Action, Fantasy und Abenteuer zuordnen.

## Handlung
Eine Vierergruppe, bestehend aus dem Priester Genjo Sanzo, dem jungen Affengott Son Goku, dem Magier Cho Hakkai und dem Han'yō Sha Gojo, reist nach Westen, um die Welt vor dem Erwachen eines Dämonenfürsten zu bewahren. Dabei stoßen sie auf verschiedene Schwierigkeiten, bis sie schließlich ein schönes Mädchen, Horan, aus den Fängen des Bösen erretten, die sie zum Dank auf ein Anwesen einlädt. Doch dort geschehen bald seltsame Dinge und Illusion und Täuschung sähen Misstrauen unter den Freunden.
Doch schließlich erfahren sie, dass der magisch begabte Hausherr seine Sinne verloren hat und sie nun in eine Falle lockt. Zudem hat er Gefallen an Cho gefunden. Nun tun sich die Vier wieder zusammen, um sich aus dem Anwesen zu befreien.

## Produktion und Veröffentlichung
Der Film wurde 2001 von Studio Pierrot nach einem Drehbuch und unter der Regie von Hayato Date produziert. Das Charakterdesign stammt von Yuji Moriyama und der künstlerische Leiter war Yuji Ikeda. Die Musik wurde von Motoi Sakuraba komponiert und als Abspannlied verwendete man Tightrope von Tetsu 69. Der Anime kam am 18. August 2001 in die japanischen Kinos.
Der Film wurde unter anderem ins Englische, Französische, Spanische und Italienische übersetzt. Eine deutschsprachige Fassung erschien bei Anime-Virtual.

### Synchronisation
Die deutsche Synchronfassung stammt von der Firma Elektrofilm.
| Rolle       | Japanischer Sprecher (Seiyū) | Deutscher Sprecher        |
| ----------- | ---------------------------- | ------------------------- |
| Cho Hakkai  | Akira Ishida                 | Norman Matt               |
| Sha Gojo    | Hiroaki Hirata               | Robin Kahnmeyer           |
| Son Goku    | Sōichiro Hoshi               | Constantin von Jascheroff |
| Genjo Sanzo | Toshihiko Seki               | David Nathan              |

## Original Video Animation
2002 folgte dem Film die Original Video Animation Gensōmaden Saiyuki: Kibō no zaika, die eine Folge umfasst. Sie setzt die Handlung des Films fort.